# Remigio Delgado
Remigio Joel Delgado Cáceres, né le 15 juin 1986, est un homme politique espagnol membre du Parti populaire (PP).

## Biographie

### Vie privée
Il est célibataire.

### Profession
Il est autonome dans le secteur tertiaire.

### Activités politiques
Il est conseiller municipal d'Arrecife de 2008 à 2016.
Le 26 juin 2016, il est élu sénateur de Lanzarote au Sénat.